# Джина Сміт (вершниця)
Джина Сміт (англ. Gina Smith, 11 листопада 1957) — канадська вершниця.
Бронзова призерка Олімпійських Ігор 1988 року в командній виїздці, учасниця 1996 року.
Переможниця Панамериканських ігор 1991 року в командній виїздці.